# After All (film 1912)
After All  è un cortometraggio muto del 1912 diretto da Harry Solter. Prodotto dalla Victor Film Company, il film aveva come interpreti Florence Lawrence, Owen Moore, Gladden James, Victory Bateman.

## Trama
Unica figlia di una vedova, Margie ha due ardenti corteggiatori, Rob e Orin. Lei finisce per scegliere Rob, scatenando la furia omicida di Orin che cerca, invano, di uccidere il rivale che neanche si accorge del rischio che ha corso. Ma Margie, che ha evitato l'omicidio proteggendo l'amato con il suo corpo, lo chiude nella sua capanna, fingendo che sia uno scherzo, così da poter parlare con Orin. Questi le confessa il suo grande amore ma quando, da lontano riappare Rob, lui vuole ascoltare quello che i due si diranno: nascosto sull'albero, minaccia nuovamente di uccidere Rob se lei non gli dirà che tra loro è finita. Margie cede e, quando giunge l'innamorato, lo congeda. Al giovane non resta che andarsene: fatti i bagagli, prende la canoa e scende il fiume. Intanto Margie, furiosa, quando Orin scende dall'albero lo attacca come un gatto selvatico lasciandolo sbalordito e stordito. La mattina seguente, avendo saputo che Rob è partito, Margie scende al fiume, fissando le sue acque con angoscia. Orin, che l'ha seguita, tenta di perorare ancora la sua causa ma poi, rendendosi conto dello stato in cui si trova la ragazza amata, rinsavisce e si ripromette di restituirle la felicità. Seguendo il corso del fiume, ritrova l'accampamento di Rob: gli racconta allora di quello che ha fatto. L'altro, volendo vendicarsi, lo attacca ma Orin non reagisce. Rob, a questo punto, si calma e torna da Margie.

## Produzione
Il film fu prodotto dalla Victor Film Company

## Distribuzione
Distribuito dall'Universal Film Manufacturing Company, il film - un cortometraggio di una bobina - uscì nelle sale cinematografiche degli Stati Uniti il 6 dicembre 1912. Nel Regno Unito, la Invicta Film Company lo distribuì il 30 novembre 1912.